# FK Hajduk Belgrade
Maillots
Le Fudbalski Klub Hajduk Belgrade (en serbe : Фудбалски Клуб Хајдук Београд), plus couramment abrégé en Hajduk Belgrade, est un club serbe de football fondé en 1937 et basé à Belgrade, la capitale.

## Palmarès
| Compétitions nationales                                                                                                  | Anciennes compétitions                                                         |
| --- | ------------------------------------------------------------------------------ |
| - Championnat de Serbie D3 (2) : - Champion : 1993-94 et 2006-07. - Championnat de Serbie D4 (1) : - Champion : 1992-93. | - Championnat de Serbie-et-Monténégro D2 (1) : - Champion : 2003-04 (Gr. Est). |

## Personnalités du club

### Présidents du club
- Ljubomir Popović

### Entraîneurs du club
| - Branko Vojinović - Miodrag Božović (2004) - Vojo Ćalov (2005) - Branko Đokić - Slavko Jović (2010 - 2011) - Slobodan Goračinov - Slobodan Slović | - Marjan Živković - Branko Đokić - Slobodan Goračinov - Dragoslav Poleksić - Vladimir Madžarević (2014) - Dragan Mučibabić (2014) - Miloš Đolović (2015) | - Predrag Pejović (2015) - Jovo Čučković (2015) - Vedran Mitrović (2015) - Branko Đokić (2015) - Bojan Bojičić (2016) - Nikola Stojković (2016 - 2017) - Boško Vukojević |

### Anciens joueurs du club
- Vladimir Dišljenković
- Andrija Kaluđerović
- Stanislav Karasi